# Sébastien Bourdais
Sébastien Olivier Bourdais (Le Mans, 28 de fevereiro de 1979) é um automobilista francês. Ele é um dos pilotos mais bem-sucedidos na história da Champ Car(vindo de um campeonato na Fórmula 3000), tendo conquistado um tetracampeonato de 2004 de 2007.
Ele começou a pilotar na Fórmula 1 para a equipe  Toro Rosso durante a temporada de Fórmula 1 de 2008 e início da temporada de 2009, mas os resultados não traduziram seu passado de sucesso nas categorias anteriores(Fórmula 3000 e Champ Car). Bourdais em 2015 pilotava para KV Racing Technology na IndyCar Series.

## Fórmula 3000
Foi campeão da Fórmula 3000 Internacional em 2002 pela equipe Super Nova Racing.

### Champ Car

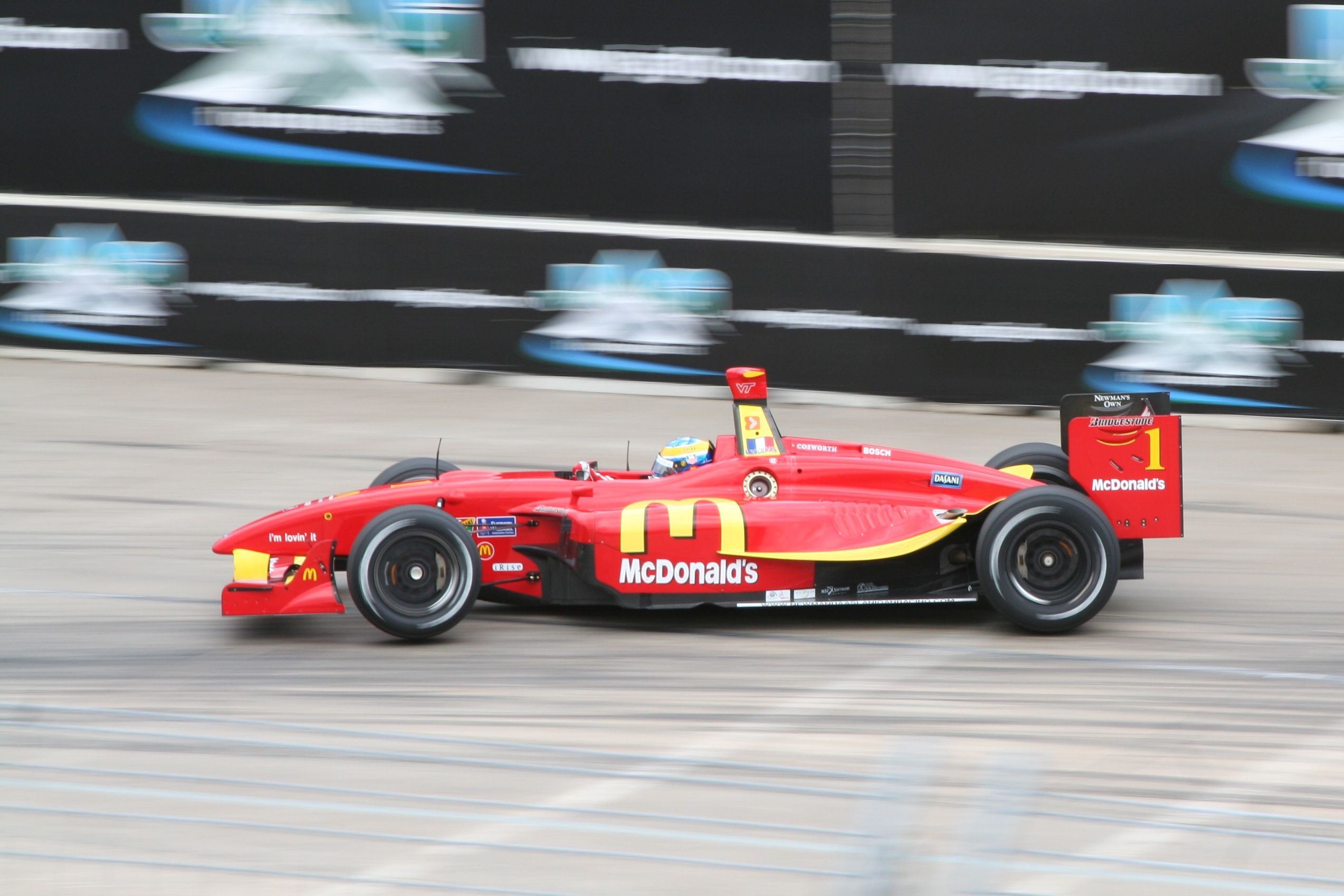
Carro de Sébastien Bourdais na Champ Car em 2007.

Em 2003 estreou na Champ Car, na equipe Newman-Haas, sendo tetracampeão (2004, 2005, 2006 e 2007).

### Fórmula 1

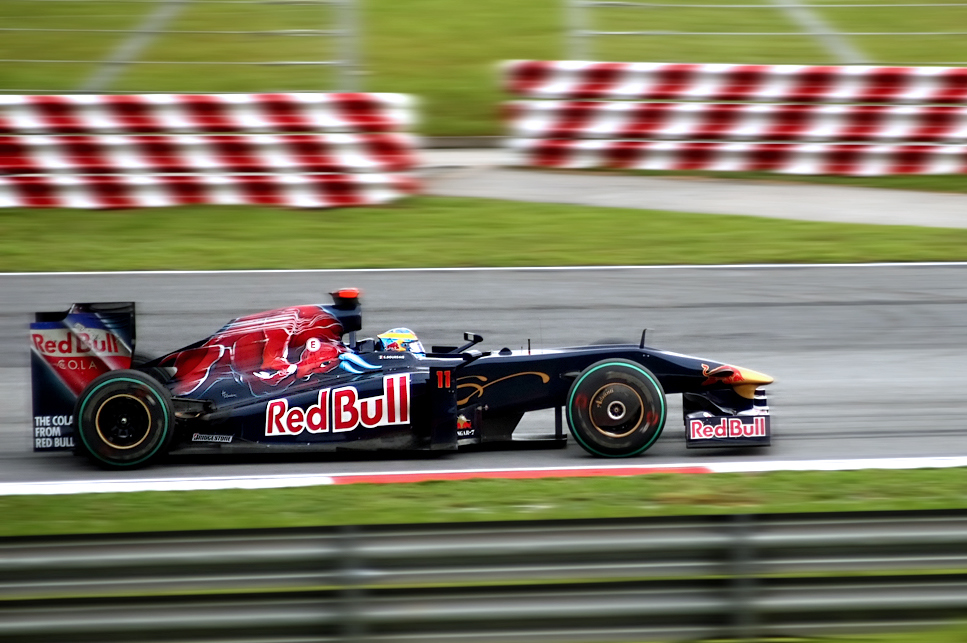
Carro de Sébastien Bourdais na Fórmula 1 em 2009.

Em 2008, Sébastien Bourdais estreou na Fórmula 1 pela Scuderia Toro Rosso e tendo como companheiro o jovem piloto alemão Sebastian Vettel. Logo na estreia, no Grande Prêmio da Austrália, Bourdais vinha numa ótima quarta posição, mas um problema no motor faltando três voltas fez com que o estreante piloto terminasse em sétimo lugar. Idem na Bélgica, quando esteve na quarta posição até o início da última volta, na qual, chovendo, ele permaneceu com pneus para pista seca e foi ultrapassado por três pilotos; finalizou em 7º lugar.
Em 2009 corre novamente pela Toro Rosso e tem como companheiro o suíço Sébastien Buemi.
Em 16 de julho de 2009 a Toro Rosso anunciou oficialmente a demissão do francês, alegando que Bourdais não correspondia as expectativas da equipe.

### Fórmula Superliga
Em setembro de 2009, após ser demitido da STR, Bordais é anunciado pelo Sevilla FC como piloto da equipe da Fórmula Superliga, logo na estreia, venceu a grande final, onde largou em segundo, mas foi favorecido por um erro de Antonio Pizzonia, que vinha em primeiro pilotando o carro do SC Corinthians.

### IndyCar Series

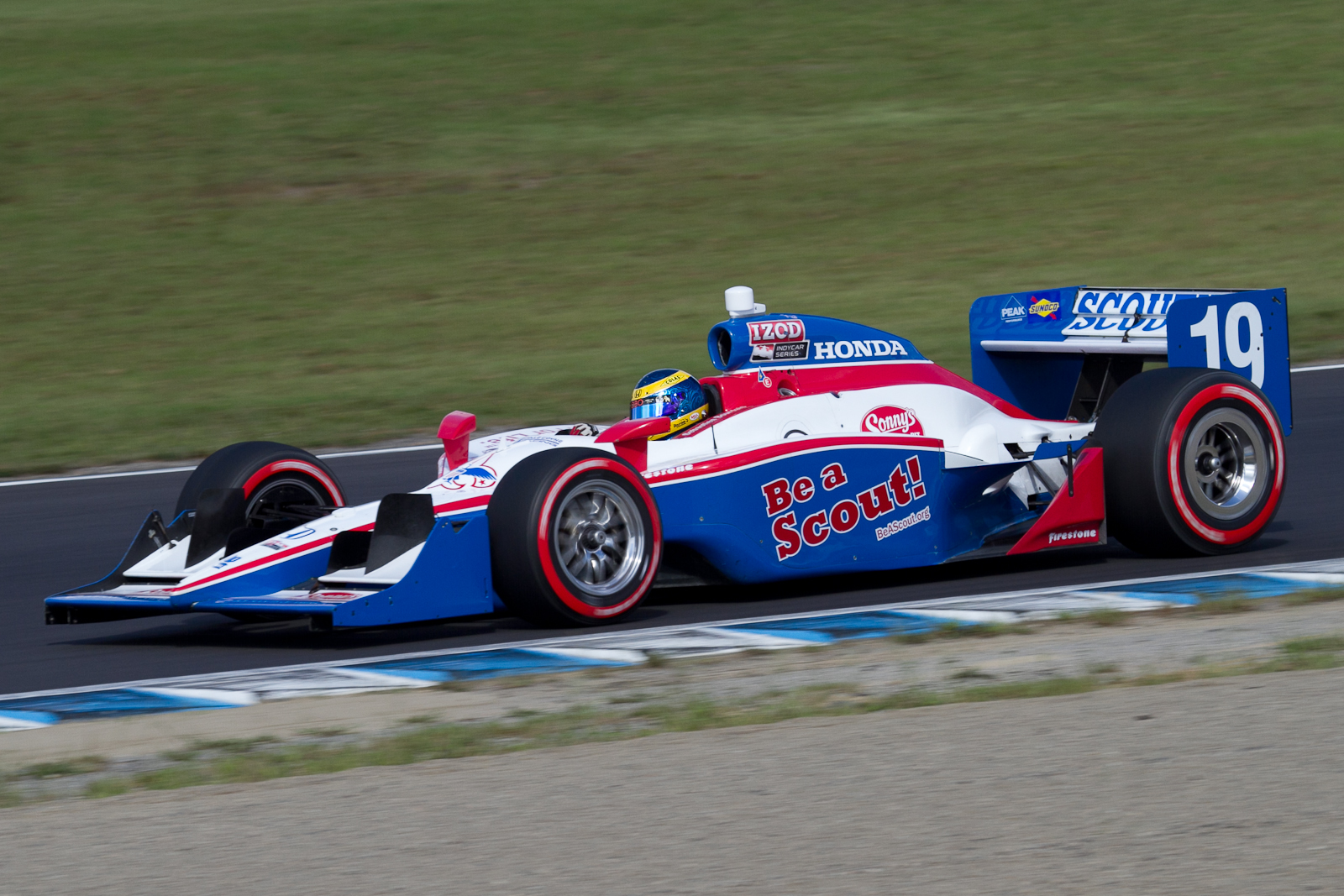
Carro de Sébastien Bourdais na IndyCar Series em 2011.

| 2015 | KV Racing Technology | Dallara DW12 | Chevrolet | F | STP 6   | NOL 21 | LBH 6  | ALA 8  | IMS 4   | INDY 11 | DET1 14 | DET2 1 | TXS 14 | TOR 5  | FON 14 | MIL 1  | IOW 9  | MDO 17 | POC 23 | SNM 20 |        |        |        | 406 | 10º |
| 2014 | KV Racing Technology | Dallara DW12 | Chevrolet | F | STP 13  | LBH 14 | ALA 15 | IMS 4  | INDY 7  | DET1 13 | DET2 20 | TXS 20 | HOU1 4 | HOU2 5 | POC 16 | IOW 19 | TOR1   | TOR2 9 | MDO 2  | MIL 12 | SNM 11 | FON 18 |        | 461 | 10º |
| 2013 | Dragon Racing        | Dallara DW12 | Chevrolet | F | STP 11  | ALA 16 | LBH 15 | SAO 14 | INDY 29 | DET1 24 | DET2 11 | TXS 20 | MIL 22 | IOW 14 | POC 16 | TOR1 2 | TOR2 3 | MDO 12 | SNM 10 | BAL 3  | HOU1 8 | HOU2 5 | FON 12 | 370 | 12º |
| 2012 | Lotus Dragon Racing  | Dallara DW12 | Lotus     | F | STP 21  | ALA 9  | LBH 17 | SAO 18 |         |         |         |        |        |        |        |        |        |        |        |        |        |        |        | 173 | 25º |
| 2012 | Dragon Racing        | Dallara DW12 | Chevrolet | F |         |        |        |        | INDY 20 | DET 24  |         |        |        | TOR 14 | EDM 15 | MDO 4  | SNM 22 | BAL 23 | FON    |        |        |        |        | 173 | 25º |
| 2011 | Dale Coyne Racing    | Dallara      | Honda     | F | STP DNS | ALA 11 | LBH 27 | SAO 26 |         |         |         |        |        | TOR 6  | EDM 6  | MDO 9  |        | SNM 6  | BAL 28 | MOT 6  |        |        |        | 188 | 23º |
| 2005 | Newman/Haas Racing   | Panoz        | Honda     | F |         |        |        |        | INDY 12 |         |         |        |        |        |        |        |        |        |        |        |        |        |        | 18  | 28º |

### Fórmula 1
| 2009 | Scuderia Toro Rosso | Toro Rosso STR4  | Ferrari 056 V8 | B | AUS 8 | MAL 10  | CHN 11 | BAR 13  | ESP Ret | MON 8   | TUR 18 | GBR Ret | ALE Ret | HUN    | EUR    | BEL    | ITA   | SIN    | JAP    | BRA    | ABU    |        | 2 | 19º |
| 2008 | Scuderia Toro Rosso | Toro Rosso STR2B | Ferrari 056 V8 | B | AUS 7 | MAL Ret | BAR 15 | ESP Ret | TUR Ret |         |        |         |         |        |        |        |       |        |        |        |        |        | 4 | 17º |
| 2008 | Scuderia Toro Rosso | Toro Rosso STR3  | Ferrari 056 V8 | B |       |         |        |         |         | MON Ret | CAN 13 | FRA 17  | GBR 11  | ALE 12 | HUN 18 | EUR 10 | BEL 7 | ITA 18 | SIN 12 | JAP 10 | CHN 13 | BRA 14 | 4 | 17º |

### 500 Milhas de Indianápolis[4]
| 2015 | 11 | KV Racing   | Dallara | Chevrolet | F |
| 2014 | 7  | KV Racing   | Dallara | Chevrolet | F |
| 2013 | 29 | Dragon      | Dallara | Chevrolet | F |
| 2012 | 20 | Dragon      | Dallara | Chevrolet | F |
| 2005 | 12 | Newman Haas | Panoz   | Honda     | F |

### CART/Champ Car
| 2007 | Newman/Haas/ Lanigan Racing | Panoz DP01  | Ford XFE | B | LVS 13 | LBH 1  | HOU 1  | POR 1 | CLE 12 | MTT 2  | TOR 9  | EDM 1  | SJO 5 | ROA 1  | ZOL 1 | ASN 7 | SRF 1  | MEX 1  |       |        |       |        | 364 | 1º |
| 2006 | Newman Haas                 | Lola B02/00 | Ford XFE | B | LBH 1  | HOU 1  | MTY 1  | MIL 1 | POR 3  | CLE 18 | TOR 3  | EDM 2  | SJO 1 | DEN 7  | MTL 1 | ROA 3 | SRF 8  | MEX 1  |       |        |       |        | 387 | 1º |
| 2005 | Newman Haas                 | Lola B02/00 | Ford XFE | B | LBH 1  | MTY 5  | MIL 6  | POR 2 | CLE 5  | TOR 5  | EDM 1  | SJO 1  | DEN 1 | MTL 4  | LVS 1 | SRF 1 | MEX 17 |        |       |        |       |        | 348 | 1º |
| 2004 | Newman Haas                 | Lola B02/00 | Ford XFE | B | LBH 3  | MTY 1  | MIL 18 | POR 1 | CLE 1  | TOR 1  | VAN 5  | ROA 3  | DEN 1 | MTL 15 | LAG 8 | LVS 1 | SRF 2  | MEX 1  |       |        |       |        | 369 | 1º |
| 2003 | Newman Haas                 | Lola B02/00 | Ford XFE | B | STP 11 | MTY 17 | LBH 16 | BRH 1 | LAU 1  | MIL 9  | LAG 17 | POR 14 | CLE 1 | TOR 4  | VAN 3 | ROA 2 | MDO 5  | MTL 19 | DEN 2 | MIA 17 | MEX 2 | SRF 17 | 159 | 4º |

↑2  Novo sistema de pontos a partir de 2004.

### 24 Horas de Le Mans
| 2012 | 35 NC  | LMP1   | 9 NC   | 17 | Pescarolo Team      | Nicolas Minassian Seiji Ara             | Dome S102.5 Judd DB 3.4 L V8                             | M | 203 |
| 2011 | 2      | LMP1   | 2      | 9  | Team Peugeot Total  | Simon Pagenaud Pedro Lamy               | Peugeot 908 Peugeot HDi 3.7 L Turbo V8 (Diesel)          | M | 355 |
| 2010 | 51 DNF | LMP1   | 16 DNF | 3  | Peugeot Sport Total | Pedro Lamy Simon Pagenaud               | Peugeot 908 HDi FAP Peugeot HDi 5.5 L Turbo V12 (Diesel) | M | 38  |
| 2009 | 2      | LMP1   | 2      | 8  | Team Peugeot Total  | Franck Montagny Stéphane Sarrazin       | Peugeot 908 HDi FAP Peugeot HDi 5.5 L Turbo V12 (Diesel) | M | 381 |
| 2007 | 2      | LMP1   | 2      | 8  | Team Peugeot Total  | Stéphane Sarrazin Pedro Lamy            | Peugeot 908 HDi FAP Peugeot HDi 5.5L Turbo V12 (Diesel)  | M | 359 |
| 2004 | 29 DNF | LMP1   | 11 DNF | 17 | Pescarolo Sport     | Nicolas Minassian Emmanuel Collard      | Pescarolo C60 Judd GV5 5.0L V10                          | M | 282 |
| 2002 | 10     | LMP900 | 9      | 17 | Pescarolo Sport     | Jean-Christophe Boullion Franck Lagorce | Courage C60 Peugeot A32 3.2L Turbo V6                    | M | 343 |
| 2001 | 13     | LMP900 | 4      | 17 | Pescarolo Sport     | Jean-Christophe Boullion Laurent Rédon  | Courage C60 Peugeot A32 3.2L Turbo V6                    | M | 271 |
| 2000 | 4      | LMP900 | 4      | 16 | Pescarolo Sport     | Olivier Grouillard Emmanuel Clerico     | Courage C52 Peugeot A32 3.2L Turbo V6                    | M | 344 |
| 1999 | 34 DNF | GTS    | 14 DNF | 67 | Larbre Compétition  | Jean-Pierre Jarier Pierre de Thoisy     | Porsche 911 GT2 Porsche 3.8L Turbo Flat-6                | M | 134 |